# Sendesaal Bremen

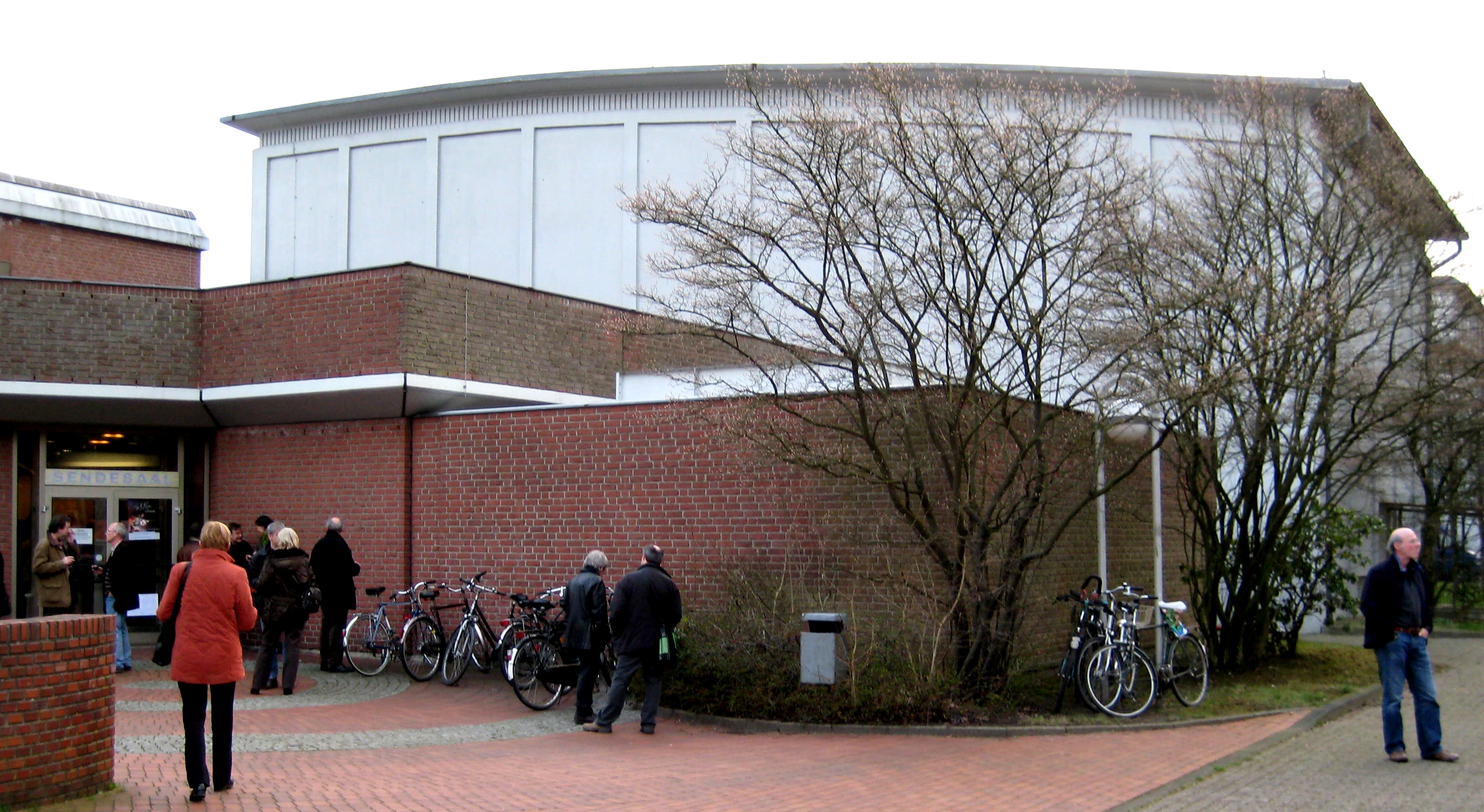
Zugangsbereich zum Sendesaal, rückwärtig der Saalbau von 1952 (Aufnahme von 2009)

Der Sendesaal Bremen, frühere Bezeichnung: Radio Bremen Sendesaal (Studio F), ist ein Saalgebäude aus dem Jahre 1952 mit zugehörigem Betriebsgebäude sowie mit Anbauten aus den 1980er-Jahren und befindet sich in Bremen-Schwachhausen. Der Gebäudekomplex wurde von Radio Bremen von 1952 bis 2008 als größeres Hörfunkstudio („Studio F“) für Tonaufnahmen und Live-Mitschnitte von Konzerten etc. genutzt. 
Nach erfolgtem Verkauf an eine Bauträgergesellschaft wird der Sendesaal seit Anfang 2009 vom Verein Freunde des Sendesaales e. V. als öffentliches Veranstaltungszentrum, insbesondere für Musikveranstaltungen, betrieben. Der inzwischen unter Denkmalschutz stehende Saalbau umfasst 250 Sitzplätze und verfügt aufgrund einer besonderen Bauweise über eine europaweit einzigartige Akustik.

## Lage und Überblick
Der Gebäudekomplex mit dem Sendesaal befindet sich auf dem früheren Betriebsgelände des Funkhauses von Radio Bremen, das an der Bürgermeister-Spitta-Allee / Ecke Heinrich-Hertz-Straße im Ortsteil Radio Bremen des Bremer Stadtteils Schwachhausen gelegen ist. Er gehörte zusammen mit sonstigen Betriebs- und Verwaltungsgebäuden zum Hörfunk- und Verwaltungsbereich von Radio Bremen.
Die Landesrundfunkanstalt Radio Bremen hat 2007 einen neuen Radio-Bremen-Komplex im Stadtteil Bremen-Mitte (Stephaniviertel/Faulenquartier) bezogen. Zunächst wurden im September 2007 die Bereiche „Fernsehen“ und „Online“ dorthin verlegt, die sich an einem separaten Standort von Radio Bremen in Bremen-Osterholz befanden. Bis Ende 2007 folgten dann der Hörfunk- und Verwaltungsbereich vom früheren Funkhaus in Bremen-Schwachhausen. Lediglich der alte Hörfunk-Sendesaal wurde von Radio Bremen noch für Tonaufnahmen und Konzerte bis 2008 weitergenutzt.
→ Siehe Hauptartikel: Radio Bremen

## Geschichte

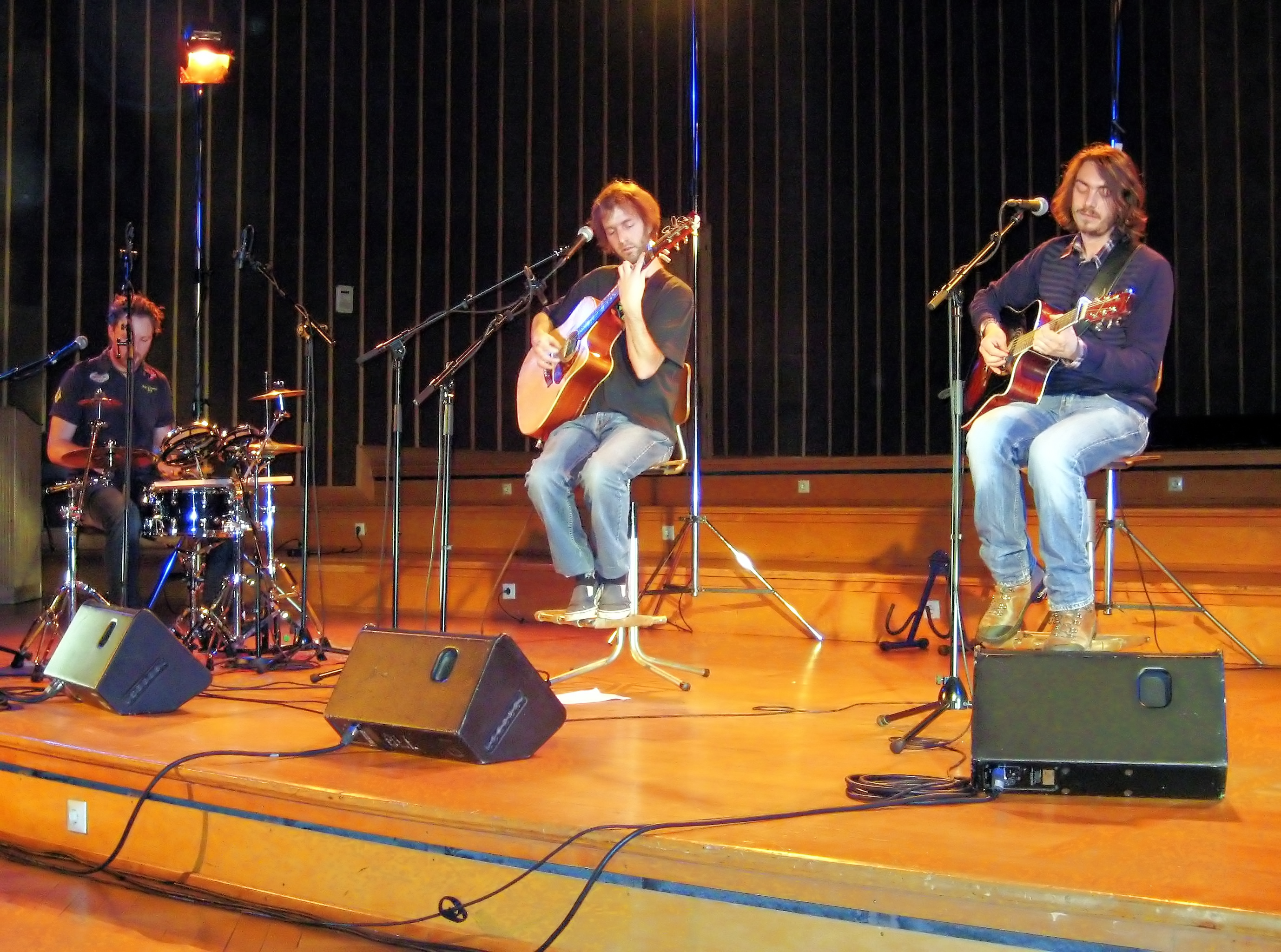
Das australische Tim McMillan Trio bei einem Benefizkonzert im Sendesaal im März 2009

Der Sendesaal wurde Anfang der 1950er-Jahre nach den Plänen der Bremer Architektengruppe Storm, Anker und Störmer errichtet. Die Eröffnung fand am 23. Dezember 1952 statt.
Anfang 2009 wurde das gesamte Areal mit allen Gebäuden des früheren Funkhauses von Radio Bremen an die „Sendesaal Karree Gesellschaft“ verkauft, hinter der eine Bauträgerfirma des Bremer Bauunternehmers und Mäzens Klaus Hübotter und die Bremer Bauunternehmung Kathmann stehen. Betreiber des neu benannten Sendesaals Bremen ist der Verein Freunde des Sendesaales e. V. mit Sitz in Bremen, der sich jahrelang für den Erhalt des vom Abriss bedrohten Sendesaals eingesetzt hatte. Der Verein führt öffentliche Konzerte durch und bietet den Saal zusammen mit den technischen Einrichtungen für Einspielungen an. Plattenlabel wie Enja und ECM wollen im Sendesaal aufnehmen.
2011 veröffentlichte Harmonia Mundi eine Aufnahme mit dem Tetzlaff-Quartett, aufgenommen im federgelagerten Raum des Sendesaals.

## Auszeichnungen
- APPLAUS 2023 – Preis für bestes Livemusikprogramm[5]